# Siphonolaimus anticomoides
Siphonolaimus anticomoides är en rundmaskart. Siphonolaimus anticomoides ingår i släktet Siphonolaimus och familjen Siphonolaimidae. Arten är reproducerande i Sverige. Inga underarter finns listade i Catalogue of Life.